# U–870
Az U–870 tengeralattjárót a német haditengerészet rendelte a brémai AG Wessertől 1941. augusztus  25-én. A hajót 1944. február 3-án állították szolgálatba. Egy harci küldetése volt, két hadihajót elsüllyesztett, hármat megrongált.

## Pályafutása
Az U–870 egyetlen őrjáratára 1944. november 10-én futott ki Hortenből, kapitánya Ernst Hechler volt. December 20-án megtámadott egy amerikai partraszálló hajókból álló konvojt, mintegy 550 kilométerre az Azori-szigetektől északra. Az egyik torpedó megrongálta a USS Fogg rombolókísérőt, egy másik viszont elsüllyesztette a USS LST-359 partraszálló hajót. A USS Fogg a javítás után 1945 júniusában állt ismét szolgálatba. Legénységének 15 tagja meghalt. 
Az U–870 január 3-án megtorpedózta az amerikai Henry Millert, amely ezer tonna vasérccel tartott a virginiai Hampton Roads-ba. A hajó nem süllyedt el, sikeresen eljutott Gibraltárba, de nem lehetett megjavítani, ezért a háború után feldarabolták. Hat nappal később a tengeralattjáró elsüllyesztette a GC–107-es konvojt kísérő FFL L´Enjoue francia korvettet.
A búvárhajó utolsó áldozata a Blackheath brit gőzhajó volt, amely katonai felszereléssel tartott Anconába a KMS–76 konvoj tagjaként. A gőzös a torpedótalálat ellenére folytatta útját, és mintegy három kilométerre a marokkói partoktól feneklett meg. A Blackheath ennek ellenére menthetetlen volt, és nem állíthatták szolgálatba újra.
Az U–870 1945. március 30-án egy amerikai bombatámadás következtében süllyedt el Bréma közelében.

## Kapitány
| Név           | Kezdőnap         | Zárónap           |
| ------------- | ---------------- | ----------------- |
| Ernst Hechler | 1944. február 3. | 1945. március 30. |

## Őrjárat
| Indulás | Indulónap          | Érkezés      | Zárónap           |
| ------- | ------------------ | ------------ | ----------------- |
| Horten  | 1944. november 10. | Kristiansand | 1945. február 20. |

## Elsüllyesztett és megrongált hajók
| Dátum              | Hajó neve      | Nemzetisége        | Brt  |
| ------------------ | -------------- | ------------------ | ---- |
| 1944. december 20. | USS Fogg***    | Egyesült Államok   | 1400 |
| 1944. december 20. | USS LST-359**  | Egyesült Államok   | 1625 |
| 1945. január 3.    | Henry Miller*  | Egyesült Államok   | 7207 |
| 1945. január 9.    | FFL L´Enjoue** | Franciaország      | 335  |
| 1945. január 10.   | Blackhead*     | Egyesült Királyság | 4637 |

* A hajó nem süllyedt el, csak megrongálódott

** Elsüllyesztett hadihajó

*** Hadihajó, amely csak megrongálódott